# Клаузен, Николай
Асмус-Николай Клаузен (нем. Asmus Nicolai Clausen; 2 июня 1911, Фленсбург — 16 мая 1943, Южная Атлантика) — немецкий офицер-подводник, корветтен-капитан (посмертно, 5 апреля 1945 года).

## Биография
В октябре 1929 года поступил в ВМФ матросом, плавал на миноносцах. Прошёл подготовку на учебном корабле «Горх Фок» и в сентябре 1935 года переведен в зарождающийся подводный флот. С апреля 1936 года служил на U-26, которой командовал Вернер Хартманн. Окончил военно-морское училище в Мюрвике (1937 год).
1 мая 1937 года произведен в фенрихи, 1 апреля 1939 года — в лейтенанты. В 1937—38 годах служил на броненосце «Адмирал граф Шпее» и минном тральщике М-134.

## Вторая мировая война
Осенью 1939 года Хартманн пригласил Клаузена на должность 1-го вахтенного офицера на свою лодку U-37. Участвовал в походе в Атлантику и по возвращении Дёниц лично Клаузену вручил Железный крест 2-го класса (28 февраля 1940 года).
4 сентября 1940 года назначен командиром подлодки U-142 (Тип II-D), но уже 26 октября переведен на U-37, на которой совершил 3 боевых похода (проведя в море в общей сложности 85 суток) и потопил 12 судов.
С 25 мая 1941 года — командир U-129. Командовал лодкой в 4 боевых походах (180 суток). Первые 3 похода лодка совершила в Атлантику, а последний — в Карибское море, где он потопил 7 судов общим водоизмещением 25 613 брт.
13 мая 1942 года Клаузен сдал командование Гансу-Людвигу Витту и 30 июня принял подводный крейсер U-182 (Тип IX-D). С ним он выступил в продолжавшийся 189 дней поход в Индийский океан. Здесь ему удалось потопить 5 судов водоизмещением 30 071 брт.
13 марта 1942 года награждён Рыцарским крестом Железного креста.
Уже во время возвращения из похода лодка Клаузена была потоплена американским эсминцем «Макензи», весь экипаж и сам Клаузен погибли.
Всего за время военных действий Клаузен потопил 24 судна общим водоизмещением 74 807 брт.